# Liste der Nummer-eins-Hits in Rumänien (2003)
Diese Liste enthält alle Nummer-eins-Hits in Rumänien im Jahr 2003. Es gab in diesem Jahr 18 Nummer-eins-Singles.
| Singles |
| --- |
| - Eminem – Lose Yourself - 2 Wochen (30. Dezember 2002 – 12. Januar 2003) - Shakira – Objection (Tango) - 1 Woche (13. Januar – 19. Januar, insgesamt 3 Wochen; → 2002) - Shania Twain – I'm Gonna Getcha Good! - 1 Woche (20. Januar – 26. Januar) - Robbie Williams – Feel - 2 Wochen (27. Januar – 9. Februar, insgesamt 5 Wochen) - O-Zone – Despre tine - 3 Wochen (10. Februar – 1. März) - Robbie Williams – Feel - 3 Wochen (2. März – 23. März, insgesamt 5 Wochen) - Enrique Iglesias – Maybe - 2 Wochen (24. März – 6. April) - Las Ketchup – Kusha Las Payas - 2 Wochen (7. April – 20. April) - Christina Aguilera – Beautiful - 1 Woche (21. April – 27. April) - Los Caños – Nina piensa en ti - 2 Wochen (28. April – 11. Mai) - Class – Luna mi-a zâmbit - 7 Wochen (12. Mai – 29. Juni) - Hi-Q – Dor de tine, dor de noi - 3 Wochen (30. Juni – 20. Juli) - Ricky Martin – Jaleo - 1 Woche (21. Juli – 27. Juli, insgesamt 2 Wochen) - Craig David & Sting – Rise & Fall - 1 Woche (28. Juli – 3. August, insgesamt 4 Wochen) - Ricky Martin – Jaleo - 1 Woche (4. August – 10. August insgesamt 2 Wochen) - Craig David & Sting – Rise & Fall - 3 Wochen (11. August – 31. August, insgesamt 4 Wochen) - O-Zone – Dragostea din tei - 3 Wochen (1. September – 21. September) - Busta Rhymes feat. Mariah Carey – I Know What You Want - 5 Wochen (22. September – 26. Oktober, insgesamt 6 Wochen) - Nicola – Dincolo de noapte e zi - 1 Woche (27. Oktober – 2. November) - Busta Rhymes feat. Mariah Carey – I Know What You Want - 1 Woche (3. November – 9. November, insgesamt 6 Wochen) - Outlandish – Aïcha - 3 Wochen (10. November – 30. November) - Dina Vass – The Love I Have - 5 Wochen (1. Dezember 2003 – 4. Januar 2004) |